# Ганседо, Леонель Фернандо
Леонель Фернандо «Пипа» Ганседо (исп. Leonel Fernando Gancedo; род. 23 января 1971, Буэнос-Айрес) — аргентинский футболист, полузащитник. Как игрок он славился универсальностью в полузащите, тонкой техникой и мощным ударом со средней дистанции.

## Биография
Пипа дебютировал за «Аргентинос Хуниорс» 14 апреля 1991 года в матче с «Индепендьенте» (1:1). За эту команду он играл пять лет (с 1991 по 1996 год) и сыграл за неё больше ста матчей. Затем Пипа был продан в «Ривер Плейт», где выступал с 1996 по 2000 год. Здесь он выиграл все свои титулы. Вначале главный тренер клуба Рамон Диас держал игрока в запасе, но после серии ярких матчей Пипа стал твёрдым игроком основы.
Его выступление не осталось не замеченным скаутами европейских клубов и Пипа перешёл в «Осасуну», где он провёл три сезона. Там он был любимцем болельщиков памплонцев, они его любят и помнят до сих пор. После «Осасуны» Пипа годик поиграл в «Реал Мурсии» и потом вернулся в Аргентину. Он провёл сезон за «Уракан» и уехал в колумбийскую «Америка Кали», где провёл всего полгода. Оставшуюся часть года Леонель провёл на тренерских курсах. В 2007 году он возобновил карьеру, сыграв в Пуэрто-Рико, а затем перешёл в свой последний клуб в карьере, аргентинский клуб третьей лиги «Депортиво Морон». В сезоне 2012/13 возобновил карьеру и сыграл три матча за «Индепендьенте де Монте».
В январе 2012 года Пипа Ганседо возглавил скромный клуб «Комодоро-Ривадавия», который тренировал три месяца. В сентябре 2018 года в возрасте 47 лет он возобновил карьеру футболиста, став играющим тренером андоррского клуба «Энкам». Вместе с ним в клуб пришёл и сын Пипы Ганседо Томас. В начале 2019 года отец и сын покинули «Энкам». В 2023 году Пипа руководил испанским клубом «Лансароте».

## Достижения
- Чемпион Аргентины (5): 1996, 1997, 1999 (Апертура); 1997, 2000 (Клаусура)
- Обладатель кубка Либертадорес (1): 1996
- Обладатель суперкубка Либертадорес (1): 1997